# Киаран Клонмакнойсский
Киаран Клонмакнойсский (ок. 516 — ок. 549) — ирландский святой. День памяти в католицизме — 9 сентября, в православии — 9 сентября (22 сентября).

## Житие
Родился в Коннахте в семье плотника. Рано был крещён Иустом (Диармадом), пас коров. Постригся в монастырь святого Финиана. Затем отправился на остров Инишмор под начало святого Энды. Основал ряд монастырей в Ирландии, в том числе, в 545 году аббатство Клонмакнойс. Умер от чумы в 549 году.

## В фольклоре
Согласно легенде, святой Киаран Клонмакнойсский спас великого ирландского барда Сенхана Торпеста из лап короля кошек Ирусана, тащившего барда в свою пещеру, чтобы отомстить ему за сатиру на себя.